# Konzulat Republike Slovenije v Houstonu
Konzulat Republike Slovenije v Houstonu je diplomatsko-konzularno predstavništvo (konzulat) Republike Slovenije s sedežem v Houstonu (Teksas, ZDA); spada pod okrilje Veleposlaništvu Republike Slovenije v Združenih državah Amerike.
Trenutni častni konzul je Richard B. Wilkens III.